# Anthophora nigritula
Anthophora nigritula är en biart som beskrevs av Cockerell 1924. Anthophora nigritula ingår i släktet pälsbin, och familjen långtungebin. Inga underarter finns listade i Catalogue of Life.